# Моготојево
Моготијево (рус. Моготоево) је језеро у Русији. Налази се на територији Републике Саха. Површина језера износи 323 km².